# Serrasalmus serrulatus
Serrasalmus serrulatus, auch Piranha Encarnada, Caribe Cortador, Muda, Paña oder Highback Piranha genannt, ist eine Piranha-Art der Gattung Serrasalmus.

## Beschreibung
Serrasalmus serrulatus sind kleine Piranhas die eine Körperlänge von 15 bis 20 cm SL (maximal bis zu 19 cm SL nach FishBase) erreichen. Typisch für die Art ist die orange Färbung der Wangen-, Humeral- (Schulter-) und der Analregion, der dunkle Humeralfleck (Schulterfleck), die Flecken auf dem Körper und der weiße Saum der Schwanzflosse (Caudale). Ihr Maul ist klein, die Bezahnung ähnlich der von Serrasalmus rhombeus und Serrasalmus elongatus, mit Ausnahme der fehlenden Zähne des Gaumenbeins (Palatine) und der niedrigeren, mittleren Spitzen der Frontzähne, die aber trotzdem noch hoch und scharf sind. Serrasalmus serrulatus hat eine hochrückige und seitlich abgeflachte Körperform. Im Laufe des Erwachsenenstadiums, entwickeln sie den charakteristischen hohen Rücken. Die grünlich blaue Färbung verliert sich zunehmend und verändert sich in silbrige bis graue Farbtöne.

## Vorkommen
Das Hauptverbreitungsgebiet liegt im Amazonasbecken. Die Art kommt auch in seinen Nebenflüssen wie z. B. dem Rio Xingu vor. Fänge dieser Spezies wurden auch aus Brasilien und Peru berichtet. Auch im Rio Atacavi in Venezuela wurde S. serrulatus gefangen. Funde im Rio Essequibo (Guyana) sind nicht eindeutig nachgewiesen. Nach einer Neubewertung der Aufzeichnungen von Perugia (1891) kommt die Art im Río de la Plata Einzugsgebiet und im restlichen Argentinien nicht vor.

## Lebensweise
Serrasalmus serrulatus lebt vornehmlich in den Überschwemmungswäldern des Amazonas. Sie gehört zu den Fischarten der Weiß- und Schwarzwasserflüsse am zentralen Amazonas. Die Spezies ernährt sich sowohl von Früchten (z. B. Samen von Burdachia prismatocarpa), deren Mesocarp/Pericarp sie entfernen, bevor sie den Samen aufknacken, als auch von Fleischstücken aus lebenden Fischen. Wie einige andere Piranha-Arten beißt auch Serrasalmus serrulatus Flossenteile und Flossen aus anderen Fischarten heraus und verzehrt diese. Die Ernährungsgewohnheiten variieren in Regen- und Trockenzeit. Während Samen überwiegend während der Regenzeit in den überfluteten Wäldern aufgenommen werden, ernährt sich Serrasalmus serrulatus während der Trockenzeit carnivor.

## Forschungsgeschichte
Serrasalmus serrulatus wurde als Pygopristis serrulatus in Cuvier und Valenciennes Histoire naturelle des poissons erstbeschrieben. Die Beschreibung basierte auf einem 6 Zoll (15,2 cm) langen Exemplar vom Forschungsreisenden François Louis Nompar de Caumont de Laporte, Graf von Castelnau aus dem brasilianischen Amazonas.